# Radio171
Radio171（ラジオ イナイチ）は、大阪府にあるインターネット放送、および放送事業を行うNPO法人高槻ブロードキャストが運営するインターネット・ウェブラジオ放送。地方公共団体が全国で初めて開設したウェブラジオの事業運営を行う母体としてNPO法人を設立し運営。

## 沿革
- 2003年12月 インターネット・ウェブラジオ実行委員会設立
- 2004年7月19日 自治体直営インターネット・ウェブラジオ放送開始
- 2005年2月4日 大阪府より特定非営利活動法人として認証
- 2005年2月14日 法人設立